# 祝紹周
祝 紹周（しゅく しょうしゅう、繁体字: 祝紹周; 拼音: Zhù Shàozhōu; ウェード式: Chu Shao-chou）は、中華民国（台湾）の軍人。浙江軍（浙軍）出身で、後に国民革命軍に参加した。字は芾南・莆南。浙江省杭州府杭県の出身。

## 事績
1907年（光緒33年）に陸軍小学に入学し、1911年（宣統3年）、南京陸軍第四中学に進学した。この時期に中国同盟会に加入し、同年に武昌起義（辛亥革命）が勃発すると、陳果夫らと共に武漢へ赴いて革命派に加わっている。中華民国成立後は再び軍事を学び、1912年（民国元年）に清河第一軍官予備学校に入学した。1914年（民国3年）、保定陸軍軍官学校歩兵科に第2期生として進学している。1916年（民国5年）5月に卒業すると、浙江陸軍で軍歴を重ねていく。
1926年（民国15年）、国民革命軍第26軍第2師参謀長に任命され、北伐に参加した。1927年（民国16年）、上海に駐屯し、中国共産党系の工人糾察隊を武装解除することに従事した。1932年（民国21年）、第一次上海事変（淞滬抗戦）勃発と共に、祝紹周は中央軍校総隊長兼第5軍参謀長として日本軍との戦いに参加した。1933年（民国22年）の長城抗戦においても、保定警備司令兼新兵訓練処処長を務めている。同年春、洛陽中央軍官分校主任に任ぜられ、10月には第4路軍総指揮部参謀長を兼任し福建事変の鎮圧に従事した。1935年（民国24年）4月に陸軍少将銜を、1936年（民国25年）10月に陸軍中将銜をそれぞれ授与された。同年12月、西安事件が勃発すると、洛陽の統制を維持しつつ、潼関を迅速に占領して西安の封鎖に成功、張学良・楊虎城に大きな圧力をかけている。
日中戦争（抗日戦争）が勃発すると、祝紹周は部隊を率いて黄河防衛の任務に当たった。1938年（民国27年）秋、漢中に移駐し、鄂陝甘辺区警備総司令、国民政府軍政部第4補充兵訓練処処長に任命されている。1944年（民国33年）3月、陝西省政府主席に任命され、さらに同省保安司令も兼ねている。1945年（民国34年）5月、中国国民党第6期中央監察委員に任命された。
戦後も引き続き陝西省政府主席に留任し、1947年（民国36年）9月には監察院監察委員も兼任した。1948年（民国37年）7月に陝西省政府主席から京滬杭警備総部副総司令兼政務委員会副秘書長に転じる。しかし、国共内戦で国民党が敗北したため、祝紹周も1949年（民国38年）秋に台湾へ逃れた。台湾では光復大陸設計研究委員会委員や浙江同郷会理事長などを務めている。1976年（民国65年）3月19日、台北市にて病没。享年84（満82歳）。

## 著作
- 『中国対日本作戦』